# Specie di Viridasiidae
Di seguito sono descritte tutte le 7 specie della famiglia di ragni Viridasiidae note al novembre 2020.

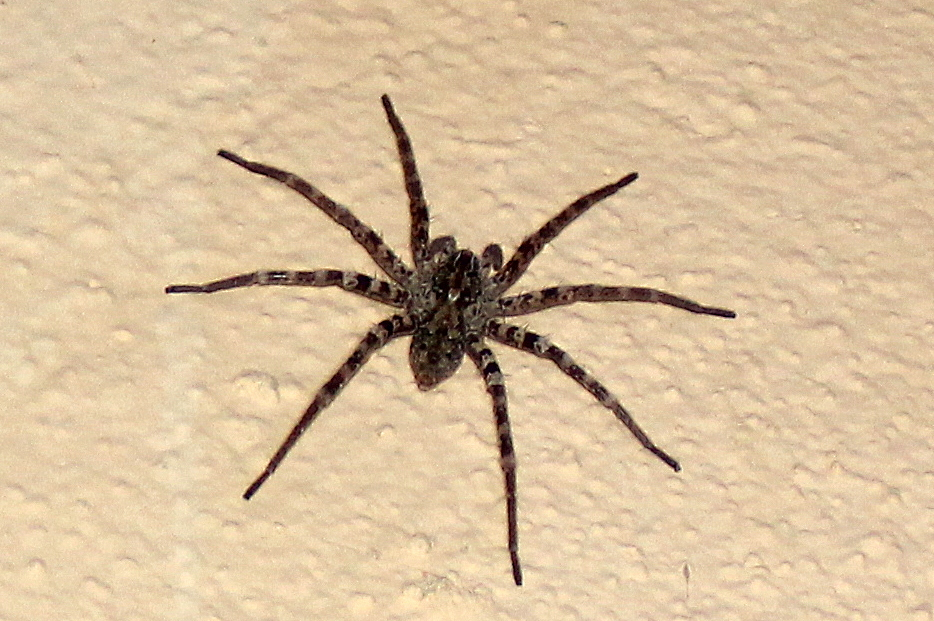
Viridasius fasciatus

## Viridasius
Viridasius Simon, 1889
- Viridasius fasciatus (Lenz, 1886) — Madagascar

## Vulsor
Vulsor Simon, 1889
- Vulsor bidens Simon, 1889 — isole Comore
- Vulsor isaloensis (Ono, 1993) — Madagascar
- Vulsor occidentalis Mello-Leitão, 1922 — Brasile
- Vulsor penicillatus Simon, 1896 — Madagascar
- Vulsor septimus Strand, 1907 — Madagascar
- Vulsor sextus Strand, 1907 — Madagascar

## Nomina dubia
- Vulsor quartus Strand, 1907[2] — Madagascar
- Vulsor quintus Strand, 1907[2] — Madagascar